# Edward W. Fox
Pour les articles homonymes, voir Fox et Edward Fox.
Edward Whiting Fox (Spokane, Washington 28 juin 1911 – 19 mai 1996) est un universitaire américain, qui a en particulier étudié la France, et apporté un éclairage nouveau sur les clivages de la société française, substituant une dichotomie entre territoires côtiers, ouverts au commerce international, d'une part, et territoires continentaux, lieu d'exercice du pouvoir bureaucratique, d'autre part, à la traditionnelle dichotomie entre villes et campagnes. Il réintroduit ainsi une analyse géographique dans l'étude de l'histoire, dans la lignée de l'école des Annales.
Après son doctorat obtenu en 1941, il travailla au département d’État jusqu'en 1946, ce qui lui donna une bonne connaissance de la diplomatie d'après-guerre. De 1946 à sa retraite en 1978, il appartint au département d'histoire de l'Université Cornell.

## Œuvres
- History in Geographic Perspective: The Other France., New York,  W. W. Norton and Company, 1971, 190 pages[1].  (ISBN 9780393054330)
- L'autre France, l'histoire en perspective géographique, Paris, Flammarion, 1973, 229 pages[2].  (ISBN 9782082101912)
- Oxford Atlas of European History.
- Oxford Atlas of American History.
- The Emergence of the Modern European World, 1991.

## Postérité
L’œuvre d'Edward W. Fox est notamment citée par Alain Caillé, qui lui consacre le chapitre VI de son livre Splendeurs et misères des sciences sociales: esquisses d'une mythologie. 
Fernand Braudel, dans sa synthèse sur La dynamique du capitalisme, parue en 1985, y fait référence également : « Edward Fox, dans un livre qui a fait beaucoup de bruit, n'a pas eu de peine à montrer qu'il y avait au moins deux Frances, l'une maritime, vivante, souple, prise de plein fouet par l'essor économique du XVIIIe siècle, mais qui est peu liée avec l'arrière-pays, tous ses regards étant tournés vers le monde extérieur, et l'autre continentale, terrienne, conservatrice, habituée aux horizons locaux, inconsciente des avantages économiques d'un capitalisme international. Et c'est cette seconde France qui a eu régulièrement dans les mains le pouvoir politique ».